# Test Drive Unlimited
A Test Drive Unlimited egy autóversenyzős videójáték, a Test Drive videójáték-sorozat 9. darabja. 2006-ban adták ki Xbox 360-ra, 2007-ben pedig Windows PC-re és PlayStation 2-re.
A Test Drive Unlimited 125-nél is több licencelt autó és motortípust vonultat fel, a színhelyül szolgáló szigetet pedig a valóságban is megtalálható hawaii Oahuról mintázták, így a játék több ezer kilométernyi úthálózattal rendelkezik. A folytatás, ami a Test Drive Unlimited 2 címet kapta 2011. február 8-án jelent meg.